# Nico Tortorella
Nico Luigi Tortorella (ur. 30 lipca 1988 w Wilmette) – amerykański aktor i model.

## Życiorys
Urodził się w Wilmette w stanie Illinois. Jego matka pochodziła z Włoch. Jego dziadek był pochodzenia włoskiego, a babka ze strony ojca była pochodzenia pół-niemieckiego i pół-brytyjskiego (angielskiego i irlandzkiego). Mając osiem lat wystąpił jako Munchkin w dziecięcej inscenizacji Czarnoksiężnik z Oz. Trenował też hokej na lodzie. W wieku 12 lat zaczął grać na scenie. Ukończył New Trier High School. Uczęszczał do Columbia College w Chicago w Illinois. W 2008 przeniósł się do Los Angeles, gdzie chciał podjąć studia na Loyola Marymount University na wydziale zielonej architektury, lecz w rezultacie podpisał czteroletni kontrakt z Ford Models. 
W maju 2009 wystąpił w trzynastym odcinku pierwszego sezonu serialu The CW The Beautiful Life: TBL. Stał się rozpoznawalny jako Razor w serialu ABC Family (Make It or Break It). Nie widział żadnego filmu z trylogii Wesa Cravena Krzyk przed przesłuchaniem do Krzyku 4.
Był na okładkach „Fiasco” (2011), „Bello” (w maju 2013), „NKD” (w styczniu 2016), „Gay Times Magazine” (w lutym 2017), „The Advocate” (sierpień / wrzesień 2017), „Pride Life” (2018), „Attitude” (w listopadzie 2020).
17 września 2019 wydał autobiografię Space Between: Explorations of Love, Sex, and Fluidity.

## Życie prywatne
Spotykał się z Sarą Paxton. W czerwcu 2016 na łamach „New York Post” oświadczył, że jest „seksualnie płynny”, a w październiku 2016 w wywiadzie dla magazynu „Vulture” określił siebie jako biseksualny. W listopadzie 2017 Tortorella ujawnił, że przez 12 lat żył w związku poliamorycznym z trenerką fitness Bethany C. Meyers. 9 marca 2018 para wzięła ślub na Manhattanie. Jest osobą genderfluid, używającą neutralnych zaimków (they/them).

## Filmografia

### filmy fabularne
- 2010: Odlot jako Tobias
- 2011: Krzyk 4 jako Trevor Sheldon
- 2011: Anatomia strachu jako Jake
- 2013: Odd Thomas: Pogromca zła jako Simon Varner
- 2014: Hunter&Game jako Carson Lowe
- 2017: Braterstwo zbrodni (Menendez: Blood Brothers, TV) jako Lyle Menendez

### seriale TV
- 2009: The Beautiful Life: TBL jako Cole Shepherd
- 2009–2010: Za wszelką cenę jako Razor
- 2013: The Following jako Jacob Wells
- 2015–2021: Younger jako Josh
- 2018: RuPaul’s Drag Race jako sędzia
- 2018: How Far Is Tattoo Far? w roli samego siebie
- 2019: Mass Effect jako Jeff “Joker” Moreau
- 2020: The Walking Dead: World Beyond jako Felix